# Сърнена река
Сърнена река (до 18 декември 1942 г. Караджадере) е река в България, област Пазарджик, община Батак и област Смолян, община Доспат, ляв приток на река Доспат от басейна на Места. Дължината ѝ е 39,2 km и е най-големият приток на река Доспат.

## Описание
Сърнена река извира на 1780 m н.в., на 650 метра южно от връх Пазартепе (1794 m) във Велийшко-Виденишки дял на Западните Родопи. По цялото си протежение, с изключение на най-долното си течение протича в дълбока долина, която в по-голямата си част е гъсто залесена. До шосето Доспат – Девин тече в югоизточна посока, след което рязко завива на югозапад. Влива се отляво в река Доспат на 1090 m н.в. в село Барутин.
Площта на водосборния басейн на Сърнена е 181,1 km2, което представлява 28,59% от водосборния басейн на река Доспат.
Основни притоци: → ляв приток, ← десен приток
- → Джинджова река
- ← Малката река
- → Кочоолудере

Реката е с дъждовно-снежно подхранване. Среден годишен отток при устието – 1,919 m3/s, като максимумът е в периода от декември до март, а минимумът – август.
По течението на реката в Община Доспат е разположено само село Барутин.
Голяма част от водите на Сърнена река чрез подземен водопровод се прехвърлят във ВЕЦ „Тешел“ и след като се преработят, се включват надолу в хидроенергийната каскада на река Въча.

## Топографска карта
- Лист от карта K-35-73. Мащаб: 1 : 100 000.
- Лист от карта K-35-85. Мащаб: 1 : 100 000.